# Дакота Кай
Чері Джорджина Кроулі (англ. Cheree Georgina Crowley нар. 6 травня 1988) — професійна реслерка з Нової Зеландії. Найбільш відома за виступами у шоу компанії WWE, під псевдонімом Дакота Кай (англ. Dakota Kai). Вона є колишньою дворазовою командною чемпіонкою WWE серед жінок з Ійо Скай . Вона також відома своїми виступами на NXT, де виграла перший жіночий Dusty Rhodes Tag Team Classic, і є колишньою дворазовою командною чемпіонкою NXT серед жінок .
До підписання контракту з WWE, Кроулі виступала під псевдонімом Іві (англ. Evie) і виступала у Impact Pro Wrestling (IPW) у своїй рідній Новій Зеландії, Pro Wrestling Women's Alliance (PWA) в Австралії, американському промоушені Shimmer Women Athletes і Shine Wrestling, а також у японському промоушені Pro Wrestling Zero1 і World Wonder Ring Stardom.

## Кар'єра у професійному реслінгу

### Незалежні промоушени Нової Зеландії та Австралії (2007–2016)
Кроулі дебютувала у професійному реслінгу 15 грудня 2007 року у компанії Impact Pro Wrestling, що базується в Окленді, під псевдонімом Іві , що є відсилкою на її улюбленого покемона Eevee.
У вересні 2011 року, в Сіднеї, вона дебютувала в австралійському промоушені Pro Wrestling Alliance Australia (PWA Australia) на їхньому щорічному шоу PWWA, де вона перемогла Келлі Скейтер. У серпні 2012 року Іві стала першою чемпіонкою Impact Pro Wrestling NZ серед жінок, перемігши Брітней і Меган Фокс у поєдинку потрійної загрози. Через тиждень, вона виграла Тимчасове чемпіонство PWWA, перемігши у фіналі Джессі Маккей.
Після того, як Impact Pro Wrestling повернувся через кілька місяців після закриття в середині 2013 року, всі попередні володарі титулів були позбавлені своїх чемпіонських звань. Іві виграла жіноче чемпіонство IPW знову в грудні 2013 року та приєдналася до нового угрупування хілів під назвою «Інвестиція».
2014 рік Іві розпочала в Японії, підписавши тримісячний контракт, укладеним нею з Pro Wrestling Zero1, і стала першою жінкою, яка отримала такий контракт.

### Американські незалежні промоушени (2013–2016)

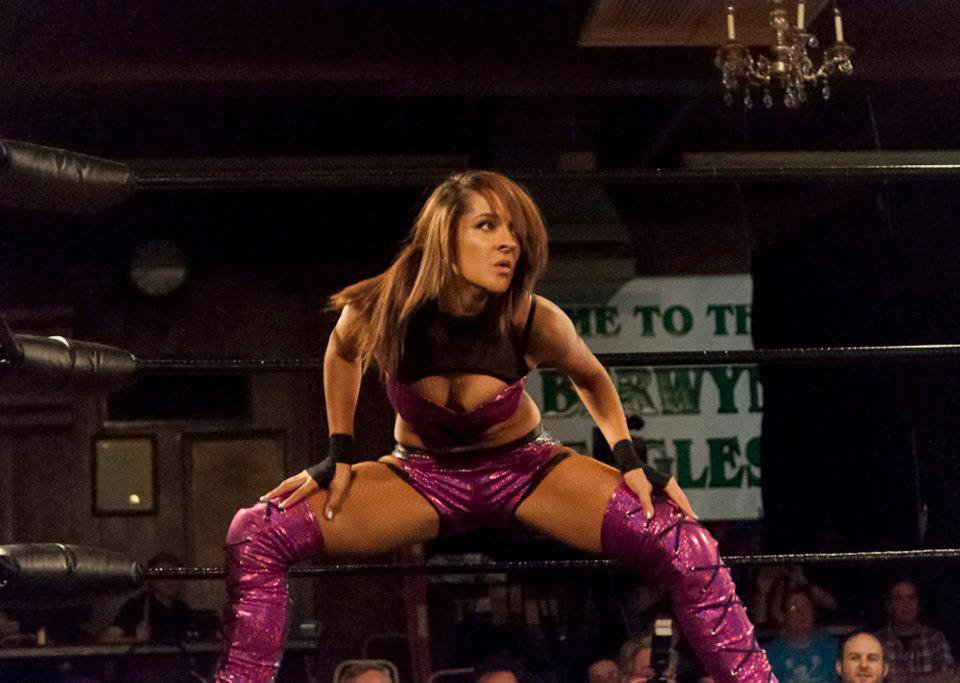
Іві змагається у Shimmer Women Athletes у квітні 2013 року

6 квітня 2013 року, Іві дебютувала в жіночому американському промоушені Shimmer Women Athletes на шоу Volume 53, взявши участь у п’ятисторонньому матчі, який вона програла Крістіні фон Ірі, який також включав Юу Ямагата, Каламіті та Ріа О’Райлі. На Volume 54, Іві перемогла Кімбер Лі, здобувши свою першу перемогу в промоушені, але наступного дня вона зазнала поразки від Мії Їм на Volume 56. У квітні 2014 року вона брала участь у програшному матчі проти Хікару Шиди на Shimmer Volume 62. На Volume 63 і 64, Іві перемогла Рію О'Райлі та Ніколь Метьюз відповідно.
19 квітня 2013 року Іві дебютувала в Shine Wrestling на Shine 9, програвши Мерседес Мартінес. На Shine 18 iPPV 20 квітня 2014 року, Іві та Скейтер програли діючим чемпіонам Lucha Sisters (Лева Бейтс і Міа Їм) pf командне чемпіонство Shine.

### World Wonder Ring Stardom (2015–2016)
6 грудня 2015 року, Іві дебютувала в японському промоушені World Wonder Ring Stardom. У своєму першому матчі вона виграла вакантний титул Artist of Stardom Championship разом із Хіройо Мацумото та Келлі Скейтер. Вони програли титул Іо Шираї, Каїрі Ходжо та Маю Іватані під час третього захисту 28 лютого 2016 року.

### WWE

#### Ранні появи (2015–2017)
Кроулі з'явився на випуску NXT 14 жовтня 2015 року як Іві, програвши дебютантці Наї Джакс. 15 грудня 2016, року Кроулі підписала контракт з WWE , а через кілька місяців її було оголошено учасницею майбутнього турніру Mae Young Classic під новим псевдонімом Дакота Кай. За словами Кроулі, вона хотіла, щоб її нове ім’я звучало як у томбоя, але все ще відображало її самоанську спадщину. Слово Кай означає море на полінезійській мові, вказуючи на її шлях, який вона здолала, аби потрапити до WWE, і всупереч поширеній думці, не є посиланням на Лейлані Кай. Кай взяла участь у турнірі 13 липня, перемігши Кавіту Деві в першому раунді та Рію Ріплі у другому раунді, а потім вилетіла у чвертьфіналі проти Кайрі Сейн.

#### Початок у NXT (2017–2020)

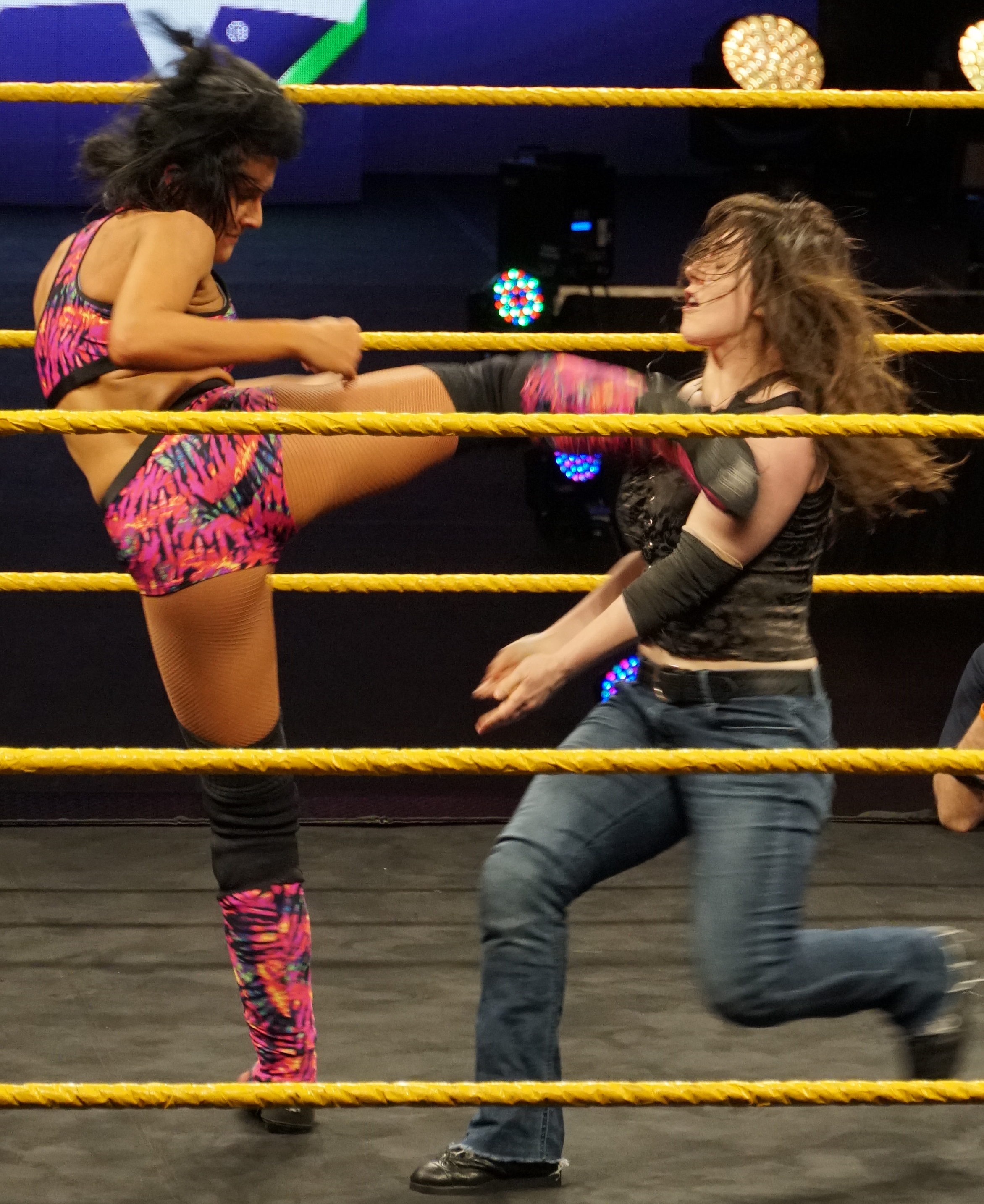
Кай (ліворуч) під час її матчу з Ніккі Крос на турнірі WrestleMania Axxess на початку 2018 року

25 жовтня 2017 року на випуску NXT, Кай повернулася на телебачення, змагаючись у жіночому батл-роялі, яку виграла Ніккі Кросс. 10 січня 2018 року, на випуску NXT, Кай програла дебютантці Шайні Базлер, через зупинку судді після того, як Базлер наступила і пошкодила їй руку. Після матчу, Базлер напала і замкнув її в Кіріфуда Клатч, поки чемпіонка NXT серед жінок Ембер Мун не врятувала її. 14 березня на випуску NXT, Кай здобула свою першу перемогу на телебачені, перемігши Лейсі Еванс. Кай зробила свій дебют на Реслманії на Реслманії 34 8 квітня, взявши участь у Жіночому батл-роялі і стала першою жінкою з Нової Зеландії, яка взяла участь на Реслманії. Кай також взяла участь на турнірі WrestleMania Axxess, який вона виграла, заробивши собі матч за жіноче чемпіонство NXT, але зазнала поразки від новоспеченої чемпіонки Шайни Базлер. У травні, Кай знову спробувала отримати титул, але не змогла його виграти. Протягом решти року, Кай перемагала і програвла таким противникам як Сантана Гаррет, Б’янка Белейр, Лейсі Еванс і Алія.
Паралельно з виступами на NXT, Кай також з'являлася на новоствореному бренді NXT UK.  На Evolution 28 жовтня, першому жіночому PPV, Кай невдало кинула виклик Рі] Ріплі (у темному матчі) за чемпіонство NXT UK серед жінок. До матчу, Кай взяла участь у турнірі (який був записаний ще влітку, але вийшов в ефір у листопаді) за вакантне чемпіонство, перемігши Ніну Семюелс у першому раунді, але вилетіла у півфіналі від майбутньої переможниці Ріплі. Провівши кілька місяців у від’їзді, Кай повернулася на NXT TakeOver: WarGames 17 листопада, де вона та Іо Ширай допомогли Каїрі Сейн під час її матчу з Шайною Базлер, атакувавши союзників Базлер Джессамін Дюк і Марину Шафір. 17 січня 2019 року, Кай оголосила на своїй сторінці в Твіттері, що у неї був розірваний Передня хрестоподібна зв'язка під час домашнього шоу NXT у грудні, що усуне її від змагань на рингу на наступні кілька місяців  Кай перемогла Тайнару Конті після повернення 25 вересня, на випуску NXT .   Невдовзі після цього Теган Нокс, давня партнерка Кай, повернулася на NXT, і вони знову об’єдналися у команду під назвою «Team Kick».  30 жовтня на випуску NXT, Team Kick невдало кинула виклик The Kabuki Warriors (Аска та Каїрі Сейн) за командне чемпіонство WWE серед жінок .   У листопаді, Кай дебютувала в основному ростері у складі команди NXT, які змагалися проти команд з Raw і SmackDown у рамках PPV Survivor Series.  Мія Їм була обрана замість Кай як частина команди Рії Ріплі на перший в історії жіночий матч WarGames проти команди Шайни Базлер. 23 листопада на NXT TakeOver: WarGames, безпосередньо перед матчем, Кай замінила Їм, на яку напали за лаштунками. Однак перед тим, як вона вийшла на ринг, Кай напала на свою партнерку по команді, Теган Нокс, вперше в своїй кар'єрі ставши хілом. Після повернення в грудні, Міа Їм розповіла, що Кай напала на неї за лаштунками, і це призвело до матчу між ними, який Кай виграла. 26 січня 2020 року на Royal Rumble, Кай взяла участь у своєму першому матчі Royal Rumble під № 15, але була викинута Челсі Грін. 29 січня, на випуску NXT Кай програла Нокс після того, як вона використала наколінник після відволікання від Кендіс Лерей.

#### Сюжет з Ракель Гонсалес (2020–2022)
Кай двічі перемогла Нокс: перший раз на NXT TakeOver: Portland у матчі за праилами Вулична бійка, другий — у матчі зі сталевою кліткою, обидва після втручання Гонсалес. 7 червня на TakeOver: In Your House, Кай, Гонсалес і Кендіс Лерей програли Нокс, Міа Їм і Шоці Блекхарт. На NXT TakeOver XXX, їй не вдалося виграти титул серед жінок проти Іо Ширай. Невдовзі, Кай і Гонсалес об’єдналися з Лерей і Тоні Шторм, що у підсумку вилилося у матч WarGames проти Блекхарт, Ембер Мун, Ширай і Ріплі на WarGames 6 грудня, який її команда виграла. Кай і Гонсалес виграли перший в історії Women's Dusty Rhodes Tag Team Classic, коли вони перемогли Блекхарт і Мун у фіналі на Vengeance Day. Завдяки цій перемозі, вони заробили матч за титул командних чемпіонок WWE серед жінок проти Наї Джакс і Шайни Базлер, матч, який завершився суперечливо 3 березня, на випуску NXT, після того як Кай здалася після больового ві Базлер, незважаючи на те, що вона не була легальним учасником матчу. Наступного тижня, генеральний менеджер Вільям Регал нагородив їх нещодавно створеним жіночим командним чемпіонством NXT, що стало першим чемпіонством Кай у WWE. Однак того вечора вони програли титули Блекгарт та Мун.
Після того, як Гонсалес виграла жіноче чемпіонство NXT на NXT TakeOver: Stand & Deliver 7 квітня, між ними почала проявлятися напруженість, оскільки Гонсалес почала більше поводитися більше як фейс. 27 липня на випуску NXT, Кай атакувала Гонсалеса, припинивши їхній альянс. На NXT TakeOver 36, 22 серпня, Кай безуспішно кинула виклик Гонсалес за титул. 26 жовтня, на Halloween Havoc, вона повернулася як загадкова особа, яка коштувала Гонсалес титул проти Менді Роуз у матчі «Trick or Street Fight». 5 грудня на WarGames, Кай і Toxic Attraction (Джіджі Долін, Джейсі Джейн і Роуз) програли Гонсалес, Ширай, Корі Джейд і Кей Лі Рей у матчі WarGames. Потім Кай брав взяла участь у жіночому Dusty Rhodes Tag Team Classic з Венді Чу, перемігши Інді Хартвелл і Персію Піротту в першому раунді, Гонсалес і Джейд у півфіналі 8 березня 2022 року на Roadblock, але прогрли Ширай і Кей Лі Рей у фіналі.
29 березня на випуску NXT, після того, як Toxic Attraction побили Венді Чу, Кай напала на групу, і їй допомогла Ракель Гонсалес, що повернулася, яку Кай згодом обійняла, ставши фейсом вперше з 2019 року. Потім було оголошено, що Кай і Гонсалес зустрінуться з учасницями Toxic Attraction Джіджі Долін і Джейсі Джейн за командне чемпіонство NXT серед жінок під пре-шоу NXT Stand & Deliver 2 квітня, в якому вони успішно виграли титули. Їхній перший захист титулів був запланований на наступний епізод NXT , які вони програли Toxic Attraction, через втручання Менді Роуз. Наступного тижня, Кай невдало кинула виклик Роуз за жіноче чемпіонство NXT, що стало її останньою появою в NXT.
29 квітня 2022 року Кай була звільнена від контракту WWE. Як повідомляється, вона повідомила компанії, що не планує продовжувати свій контракт до свого звільнення.

#### Damage CTRL (2022–2025)
30 липня 2022 року, Кай знову підписала контракт з WWE, повернувшись на SummerSlam разом із Бейлі та Ійо Скай (раніше відома як Іо Ширай). Вона офіційно приєдналася до бренду Raw як хіл, і дебютувши на бренді наступного вечора. Протягом літа тріо стало відомим як Damage CTRL, і вони почали протистояння з Б’янкою Белейр, Алексою Блісс і Аскою, що призвело до різноманітних одиночних і командних матчів, найпомітнішим з яких був командний матч із шістьма жінками на Clash at the Castle, де перемогли Damage CTRL. У той же час Кай і Скай взяли участь у турнірі за вакантний титул командних чемпіонок WWE серед жінок. Вони дійшли до фіналу, де програли Алії та Ракель Родрігес після того, як Алія утримала Дакоту, хоча вона не була легальною учасницею. Це призвело до матчу-реваншу між двома командами, в якому Кай і Скай перемогли Алію і Родрігес на випуску Raw від 12 вересня, вперше вигравши командне чемпіонство серед жінок. Завдяки цій перемозі, Кай і Скай стали двома із трьох реслерок (інша була Родрігез), які виграли командні чемпіонства WWE і NXT серед жінок. Кай і Скай втратили титули випуску Raw від 31 жовтня Блісс і Аскці, і повернули їх через п'ять днів на Crown Jewel, що також стало першим випадком, коли чемпіонство серед жінок перейшов з рук в руки на Близькому Сході. Суперництво між двома тріо завершилося на Survivor Series WarGames 26 листопада, де Damage CTRL, Рія Ріплі та Ніккі Кросс програли Белейр, Аска, Блісс, Міа Їм та Беккі Лінч у поєдинку WarGames. Потім Кай взяла участь у жіночому матчі  Королівської Битви на однойменній події 28 січня 2023 року. Вона усунула п'ятьох суперниць, перш ніж її усунула Беккі Лінч. 27 лютого на випуску Raw, після втручання Тріш Стратус, Кай і Скай програли титули Лінч та Літі, закінчивши свій другий рейн через 114 днів. Першого вечора Реслманії 39, Damage CTRL програли Лінч, Літі та Стратус у командному матчі з шістьма жінками. У рамках драфту WWE 2023 Damage CTRL було обрано на бренд SmackDown.
12 травня на випуску SmackDown, Кай і Бейлі програли матч за командне чемпіонстіо серед жінок проти Лів Морган і Ракель Родрігес. Під час матчу і Кай, і Морган отримали травми: Кай розірвала передню хрестоподібну зв'язку, а Морган пошкодила плече. Кай з'явилася вперше після травми на SummerSlam, щоб відсвяткувати перемогу Скай чемпіонства WWE серед жінок. Тоді Кай почала регулярно з’являтися менеджером Damage CTRL, доки вона не отримала медичного дозволу для змагань на рингу. На випуску Smackdown від 9 лютого, Кай врятувала Бейлі від Damage CTRL і в результаті чого була ненадовго вигнана з угрупування. Проте на випуску Smackdown 1 березня, де Кай і Бейлі змагалися проти The Kabuki Warriors (які згодом приєдналися до Damage CTRL), Кай зрадила Бейлі та знову приєднався до угрупування. Першого вечора Реслманії XL, Damage CTRL (Кай, Аска та Сейн) зазнали поразки від Белейр, Наомі та Джейд Каргілл у командному матчі з шістьма жінками.
Під час Драфту WWE 2024 29 квітня, Кай була задрафтована на Raw разом з іншими учасниками Damage CTRL. На випуску Raw від 6 травня, Кай змагалася у першому раунді турніру Королева рингу, замінюючи Аску, яка отримала травму, але програла Лайрі Валькірії. Учасники угрупування стали фейсам на випуску Raw від 29 липня, коли вони розпочали протистояння з Pure Fusion Collective (Шейна Безлер, Зої Старк і Соня Девіль). У серпні, було повідомлено, що Кай має пройти операцію після отриманої травми коліна - розриву меніску. Закулісна атака Кай від PFC була приводом списати її з телебачення. Кай повернулася на випуску Raw від 11 листопада, де Damage CTRL здолали PFC у командному матчі 3-на-3. Надалі, Кай взяла участь у турнірі за інавгураційне Інтерконтинентальне чемпіонство серед жінок, у якому вона здолала Катану Ченс і Шейну Базлер у першому раунді, Зої Старк у півфіналі, але програла Лайрі Валькірії у фіналі 13 січня 2025 року. Була звільнена на початку травня 2025 року в межах кадрової чистки WWE.

## Інші появи
У вересні 2009 року, Кроулі знялася в кліпі «Sweet December» оклендського гурту These Four Walls.  Влітку 2013 року, як Іві, вона була представлена в спортивному шоу на телебачення Маорі «Код» . 
Зараз Кроулі стрімить на Twitch під юзернеймом "Charliegirl". У серпні 2023 року, Кроулі разом із Теєю Тринідад запустили новий подкаст під назвою «ZELVXandCharlieGirl».

### Відео ігри
| Рік  | Назва    | Примітки                              | Пос.    |
| ---- | -------- | ------------------------------------- | ------- |
| 2018 | WWE 2K19 | Включена в набір "Rising Stars" у DLC | [ 112 ] |
| 2019 | WWE 2K20 |                                       | [ 113 ] |
| 2022 | WWE 2K22 |                                       | [ 114 ] |
| 2023 | WWE 2K23 |                                       | [ 115 ] |
| 2024 | WWE 2K24 |                                       | [ 116 ] |

## Особисте життя
Кроулі має ірландське та самоанське походження.  Її мати походить із самоанського села Лепеа на острові Уполу. У неї є двоє молодших братів і сестер: її сестра Нірене займається змішаними єдиноборствами. Її дідусь Пет Кроулі представляв Нову Зеландію як учаснтк All Blacks у 1949 та 1950 роках.
Кроулі є близькою подругою з Шайною Базлер, Мією Їм і Джессамін Дьюк, і зараз живе з Базлер у Флориді.

## Чемпіонства і досягнення
- Pro Wrestling Women's Alliance
  - Чемпіонство PWWA (1 раз)[121]

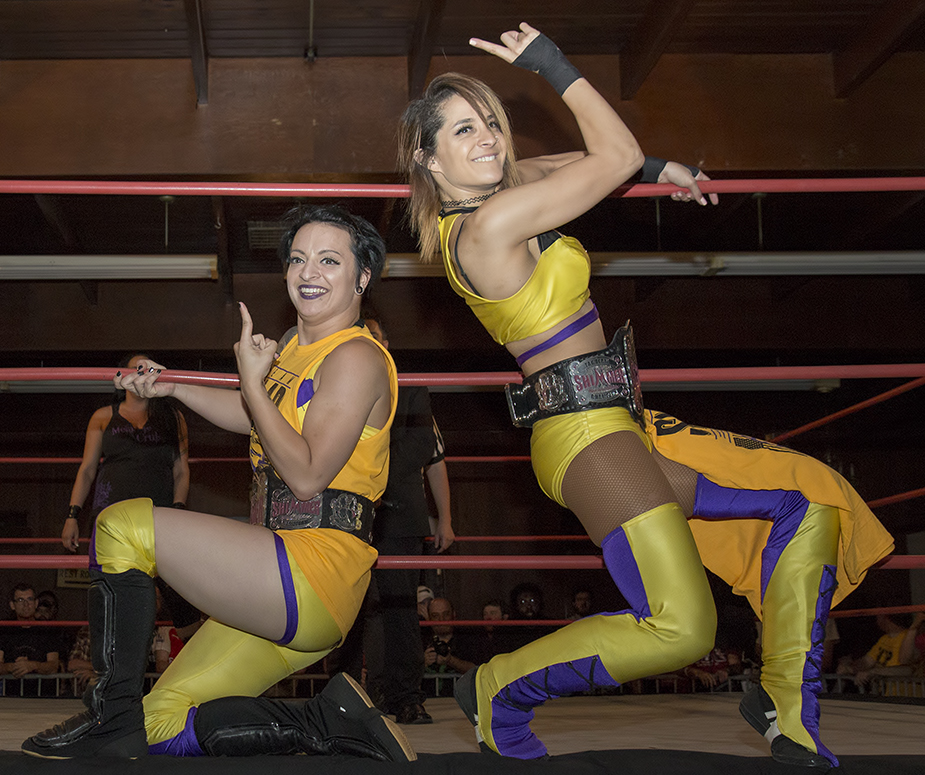
Разом з Хайді Лавлейс, Іві була командною чемпіонкою Shimmer у 2016 році. Разом дует був відомий як «Team Slap Happy».

  - Тимчасове чемпіонство PWWA (1 раз)[122]
  - Проміжний чемпіонський турнір PWWA (2012)[123]
- Impact Pro Wrestling
  - Чемпіонство IPW серед жінок (3 рази)[124]
- Pro Wrestling Illustrated
  - Посідає 21 місце серед 50 найкращих реслерок за рейтингом PWI Female 50 у 2016 році[125]
- Shimmer Women Athletes
  - Командний чемпіонат Shimmer Tag (1 раз) – з Хайді Лавлейс[126]
- World Wonder Ring Stardom
  - Artist of Stardom Championship (1 раз) – з Хіройо Мацумото та Келлі Скейтер[9]
- WWE
  - Командне чемпіонство WWE серед жінок (2 рази) – з Ійо Скай[127]
  - Командне чемпіонство NXT серед жінок (2 рази, перша) – з Ракель Гонсалес[128]
  - NXT Women's Championship Invitational (2018)[129]
  - Women's Dusty Rhodes Tag Team Classic (2021) – з Ракель Гонсалес [130]
  - NXT Year-End Award (1 раз)
    - Майбутня зірка NXT (2019)

## Зовнішні посилання
- Дакота Кай на WWE.com (англ.)
- Dakota Kai's profile at Cagematch.net, Wrestlingdata.com, Internet Wrestling Database
- Дакота Кай у соцмережі «Твіттер»
- Cheree Crowley на сайті IMDb (англ.)